# Trujillo (Spagna)
Trujillo è un comune spagnolo di 9 623 abitanti situato nella comunità autonoma dell'Estremadura, fino al 1804 fu l'unica capitale provinciale estremegna.
Vi nacquero ben tre esploratori delle Americhe: Francisco Pizarro, scopritore e conquistatore dell'Impero Incas; Francisco de Orellana, conquistador che diede il nome al Rio delle Amazzoni; Hernando de Alarcón, che risalì il Colorado.

## Amministrazione

### Gemellaggi
Trujillo è gemellata con:
- Trujillo,  Perù
- Trujillo,  Venezuela
- Trujillo,  Honduras
- Castegnato,  Italia